# ハックルベリー (芸能プロダクション)
株式会社ハックルベリー（Huckleberry Inc.）は、東京都中央区にある日本の芸能プロダクション。2013年設立。音楽を中心としたアーティストのマネジメント業務を行なう。設立当初はJ-POP中心のマネジメントだったが現在はK-POPを中心とし、また他社や所属アーティストのプロモーション業務も行なっている。

## 主な所属アーティスト
- チョン・ニコル[3]
- チェ・イェナ[4][5]
- TEMPEST
- Baby Blue（MNL48）[6]
- 川上明莉
- 山田創椰  [7]

## 過去に所属していたアーティスト
- 藤田恵名
- Sweet Licious[1]
- moca（浜崎絵里歌）
- ウインウインぢろう
- 松迫愛実（DJ MANAMI）

## 事業内容
- アーティスト、タレントのマネジメント・エージェント業務
- アーティストプロモーション業務
- ファンクラブの運営業務（MNL48 Avenue）[8]